# 阮春覃
阮春覃（越南语：／；1878年—？年），原名阮春毓，越南阮朝官員。

## 生平
阮春覃是清化省河中府弘化縣慈光總月圓社（今屬清化省弘化縣弘光社月圓村）人，嗣德三十一年（1878年）出生。成泰十八年（1906年），參加清化場鄉試，考中舉人。維新四年（1910年），會試中格，庭試考中副榜。後任演州知府，因民眾上告而撤回，改為吏部暫派。啟定八年（1923年），改任都察院京畿道掌印。